# Bogačevo Riječko
Bogačevo Riječko falu Horvátországban Kapronca-Kőrös megyében. Közigazgatásilag Sveti Petar Orehovechez tartozik.

## Fekvése
Kőröstől 12 km-re északnyugatra, községközpontjától 3 km-re északnyugatra a Kemléki-hegység lejtőin fekszik.

## Története
A falunak 1857-ben 123, 1910-ben 241 lakosa volt. Trianonig Belovár-Kőrös vármegye Körösi járásához tartozott. 2001-ben 89 lakosa volt.